# Kloster St. Wigbert (Göllingen)

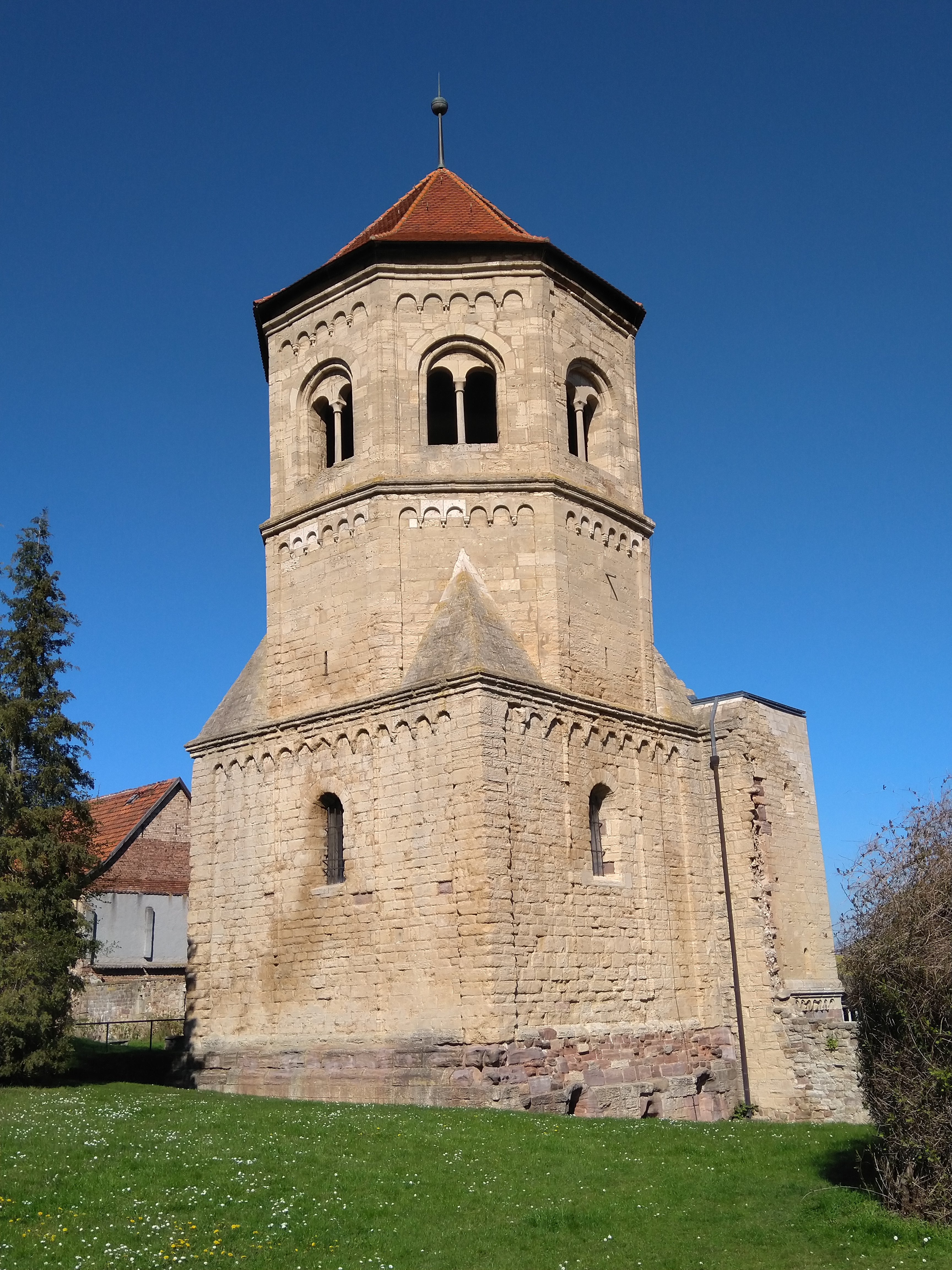
Westansicht des Klosterturms

Die Ruine des ehem. Klosters St. Wigbert der Benediktiner liegt in Göllingen (Kyffhäuserland) im Norden Thüringens, zwischen Sondershausen im Westen und Bad Frankenhausen im Osten. Um 1005/1006 wurde St. Wigbert als Tochterkloster der einst mächtigen Abtei Hersfeld erstmals urkundlich erwähnt.
Nach der Säkularisation 1606 wurde es als staatliche Domäne genutzt und nach dem Zweiten Weltkrieg als Konservenfabrik. Weite Teile des aufgehenden Mauerwerks der Klosterkirche und der umgebenden Infrastruktur des Klosters sind zerstört. Der Grundriss der zum Großteil nur als Bodendenkmal vorhandenen Klosterkirche wurde durch Gabionemauern gekennzeichnet. Der als singuläres Bauwerk erhaltene Klosterturm mit Chor, Glocken- und Läutegeschoss sowie Krypta besticht noch heute durch ausgewogene Proportionen; beachtenswert ist die hohe Qualität der Steinbearbeitung und die Gliederung der Wände durch Lisenen und Rundbogenfriese. Vom ehemaligen Glockengeschoss hat der Besucher durch unverschlossene Zwillingsfenster einen herrlichen Rundblick in alle Himmelsrichtungen. Seit 1995 gehören der Klosterturm und ein Großteil des ehemaligen Klosterareals zur Stiftung Thüringer Schlösser und Gärten.
Die Klosterruine liegt nahe dem Fluss Wipper, einem 90 km langen Nebenfluss der Unstrut, von dem die künstlich angelegte Kleine Wipper an der „Wipperschere“ abzweigt. Das Wasser der Kleinen Wipper wird über den ca. 530 m langen Mönchstunnel und zahlreiche Mühlen bis nach Bad Frankenhausen geführt. Dort trieb das Wasser die Schöpfwerke zur Soleförderung an.

## Geschichte des Klosters
Erstmals erwähnt wird das Göllinger Kloster als Tochterkloster der Abtei Hersfeld in einer Urkunde, die aus der Zeit um 1005/1006 stammt. Ebenso wie das Mutterkloster war auch das Göllinger Kloster dem heiligen Wigbert geweiht.

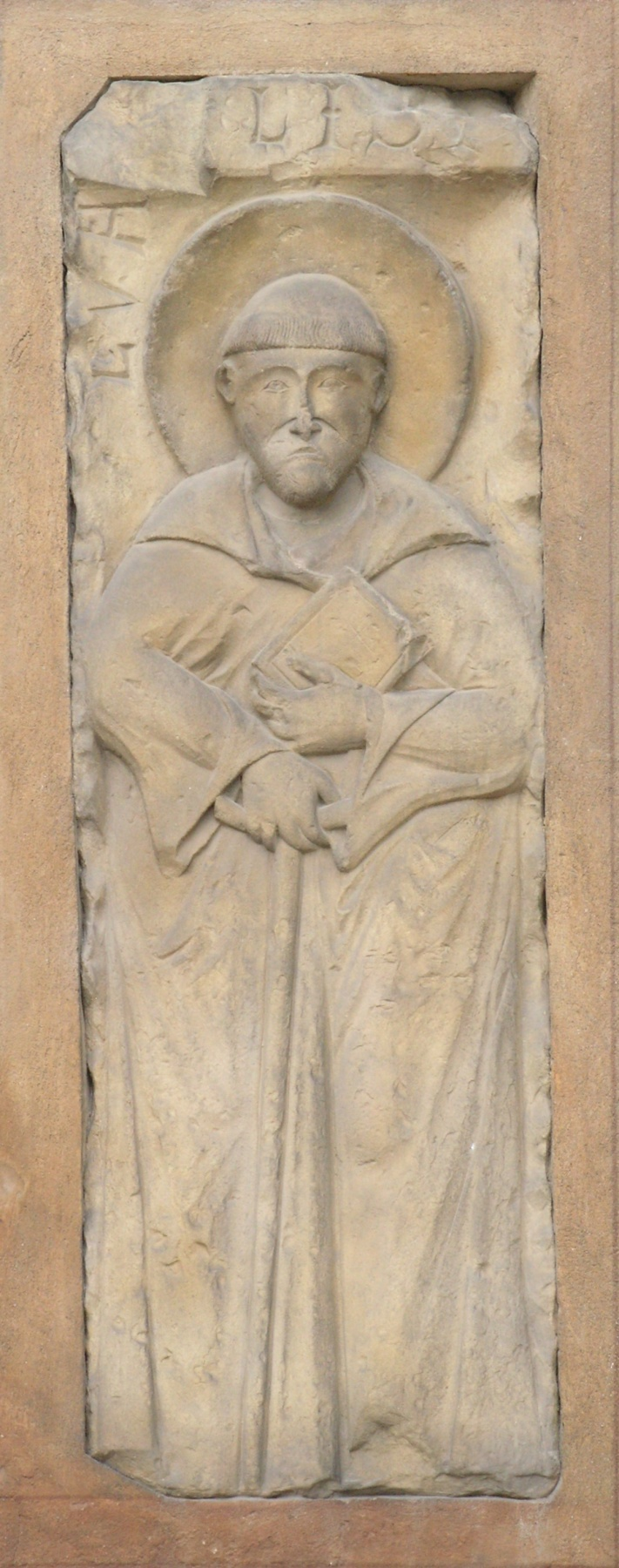
Grabplatte des hl. Gunther an der Südwand der Basilika St. Margareta in Prag-Břevnov

Als Heinrich II. 1005 Godehard zum neuen Abt des Klosters Hersfeld bestimmte und mit der Reform von Hersfeld beauftragte, veränderte sich das Leben des thüringischen Gaugrafen Gunther von Käfernburg (erwähnt 1005, † 1045). Obwohl schon im vorgeschrittenen Alter, entsagte er am Weihnachtstag 1005 dem weltlichen Leben und trat dem Benediktinerorden bei. Nachdem er in Kloster Niederaltaich sein Noviziat abgelegt hatte, übernahm er die Leitung des von ihm gegründeten kleinen Klosters St. Wigbert in Göllingen und stiftete diesem umfangreiche Besitztümer. In der Schenkungsurkunde heißt es:

„Kund getan sei allen Christgläubigen, dass ein gewisser Adliger mit Namen Gunther kraft seines eigenen Erbrechts […] die Güter Thürungen, Günserode, Ichtershausen, Eschenbergen mit Hörigen und allem, was dazu gehört, dem heiligen Wigbert am Altar in dem Ort, der Göllingen genannt wird, zum Unterhalt der Brüder jenes Ortes […]“

Nach einem Jahr trat Gunther als Abt des Klosters zurück, wurde wieder Mönch in Niederaltaich und entschloss sich schließlich als Eremit im bayerisch-böhmischen Grenzgebiet zu leben; dort wird er noch heute als Heiliger verehrt. In die Geschichtsschreibung ging er als Günther von Thüringen ein.
Im 13. Jahrhundert förderte der Voigt des Klosters, Heinrich II. von Heldrungen, St. Wigbert durch die Stiftung von Seelgerät und die Vergabe von Nutzungsrechten für Waldgebiete. Anlass für diese umfangreiche Memorialstiftung war offenbar der Tod des jüngeren Bruders, der unmittelbar vor der Seelgerätsstiftung starb und in der Göllinger Klosterkirche zwischen September und Dezember 1243 bestattet wurde. Die Herren von Heldrungen waren bis 1324 im Besitz der Vogtei Göllingen; möglich, dass sie eine Grablege in der Klosterkirche einrichteten. 1324 verkauften sie die Besitzrechte an der Göllinger Klostervogtei an die Grafen von Hohnstein, diese dann später an die Grafen von Schwarzburg, während das Kloster selbst weiterhin beim Mutterkloster Hersfeld verblieb. Wie sich die Beziehungen der Herren von Heldrungen zum Göllinger Kloster zwischen 1243 und 1324 entwickelten, ist nicht überliefert. Nach dem Verkauf der Klostervogtei wandten sie sich wieder verstärkt dem Zisterzienserkloster Pforte als Ort des Totengedenkens für ihre verstorbenen Familienmitglieder zu; Seelgerätsstiftungen der Heldrunger Edelherren an das Kloster Pforte sind in den Jahren 1304 und 1326 nachweisbar.
1510 trat das Kloster der Bursfelder Kongregation bei – einer Reformbewegung im Benediktinerorden. Der Abt jedes Klosters, das sich zur Kongregation bekannte, verpflichtete sich dazu, die Bursfelder Auslegung der Benediktsregel für den Klosteralltag (Consuetudo) in seinem Kloster umzusetzen und also die Liturgie und Lebensgewohnheiten Bursfeldes zu übernehmen.
Während des Bauernkrieges (1524–1526) – die Schlacht bei Frankenhausen fand am 15. Mai 1525 in unmittelbarer Nähe statt – wurde die Klosteranlage 1525 geplündert und teilweise zerstört. Die Reformation überstand das Kloster weitgehend unbeschadet.
Erst 1606 wurde das Kloster säkularisiert und in eine Domäne der Landgrafschaft Hessen umgewandelt. Der Westfälische Friede bestätigte dies 1648 durch einen Tausch der Abtei Hersfeld zwischen Kaiser und Landgrafen. Damit wurde die Abtei Hersfeld mit dem Kloster Göllingen hessischer Besitz. Im Jahr 1818 tauschten die Hessen die Domäne, die dadurch in den Besitz des Fürstentums Schwarzburg-Rudolstadt kam; das Dorf Göllingen gehörte bereits seit langem zur Domäne. Die Schwarzburger bewirtschafteten den Hof weiterhin, wie auch ab 1920 das Land Thüringen.
1946 wurde die Staatsdomäne aufgelöst und in der Klosterkirche eine Konservenfabrik untergebracht, die bis 1995 bestand.
1995 wurde die romanische Klosterruine – nutzungsbedingt war die Klosterkirche inzwischen zu einer Ruine verkommen – von der Stiftung Thüringer Schlösser und Gärten einer musealen Nutzung zugeführt. Heute finden auf dem Gelände des ehem. Klosters verschiedene Veranstaltungen statt.

## Bausubstanz der Klosterkirche
Von der einst weitläufigen Klosteranlage sind heute nur der Glockenturm über dem Westchor der Klosterkirche, die darunterliegende Krypta, Teile der Apsis im Osten und Teile der Südwand erhalten. Da schriftliche Zeugnisse zur Baugeschichte fehlen, musste diese anhand der Gebäudereste rekonstruiert werden.
Ein aus dem letzten Jahrzehnt des 10. Jahrhunderts stammender Holzfund, der bei Bauforschungen in den Jahren 1991 bis 1997 gemacht wurde, ließ den Schluss zu, dass mit dem Bau einer Klosterkirche in Göllingen bereits im letzten Jahrzehnt des 10. Jahrhunderts begonnen wurde. Im Ergebnis der archäologischen und bauhistorischen Untersuchungen in den Jahren 2006–2009 stellte der Historiker Mathias Kälble jedoch klar, dass die erste aus Stein errichtete Klosterkirche erst im 11. Jahrhundert erbaut wurde; vor wenigen Jahren war man noch von dem Beginn einer Bautätigkeit an einer ersten Klosterkirche im letzten Jahrzehnt des 10. Jahrhunderts ausgegangen. Nun musste dies aber aufgrund der jüngsten Grabungsbefunde grundsätzlich in Frage gestellt werden, wenngleich der Bau einer Klosterkirche am Ende des 10. Jahrhunderts nicht definitiv ausgeschlossen werden kann.
Etwa um 1170 erfolgte der erste große Umbau; dabei wurde die Kirche um einen Westbau erweitert, der in das ansteigende Gelände hineingebaut wurde. Dieser bestand zunächst aus zwei übereinanderliegenden Geschossen mit gleichem quadratischen Grundriss, die einen Quader von 10,3 × 10,3 m Grundfläche und 11,5 m Höhe bildeten. Dieser wurde um eine mit drei Kreuzgewölben überdachten Empore erweitert. Auf der Empore konnten privilegierte Personen an exponierter Position, getrennt von den Mönchen an der heiligen Messe teilnehmen oder ein Chor Aufstellung nehmen, um die Litanei zu singen; Überlieferungen diesbezüglich fehlen. Die Empore und der dahinterliegende Chor waren ursprünglich durch zwei Wendeltreppen erschlossen. Eine der Wendeltreppen blieb erhalten; noch heute kann der Chor über diese betreten werden. Ein Chorbogen öffnet den Westchor, einen kubischen Raum mit einer Seitenlänge von acht Metern, gegenüber dem Langhaus der Kirche. Die darunter liegende, mit einem gemauerten Deckengewölbe versehene Krypta, machte es bautechnisch erforderlich, den Chor gegenüber dem Langhaus im Niveau anzuheben.
Später wurde der Westbau noch um zwei weiteren Geschossen für einen Glockenturm aufgestockt, jedoch mit einem Grundriss in Form eines regelmäßigen Achtecks. Die vier Symmetrieachsen eines Oktogons weisen gemäß alter Konvention auf Vollständigkeit, Vollendung, Vollkommenheit und göttliche Perfektion hin; nach allgemeiner Konvention symbolisiert ein Oktogon die Idee des König- und Kaisertums. Um 1200 war der Bau der Klosterkirche abgeschlossen. Im 13. Jahrhundert kam es noch mehrfach zu Erweiterungen der Klosterkirche und der klösterlichen Infrastruktur.
Im Glockengeschoss – drei Glocken waren vorhanden, zwei kamen 1650 nach Säkularisierung und Umwandlung des Klosters in eine Domäne (1606) nach Kassel, die kleinste fand zunächst in der Dorfkirche nebenan ihren Platz, ist aber seit dem II. Weltkrieg verschollen – sind die Wände des Oktogons jeweils von einem Zwillingsfenster durchbrochen; es wird von einem Pyramidendach überspannt.
Im darunterliegenden Läutegeschoss sind die vier Trompen, die den quadratischen Grundriss von Krypta- und Chor in den achteckigen von Läute- und Glockengeschoss überführen, deutlich erkennbar. Die jetzt zugesetzte frühere Zugangstür zum Läutegeschoss liegt in östlicher Flucht zum Kirchenschiff. Im Rahmen von Rekonstruktionsmaßnahmen wurden neue, belastbare Geschossdecken eingezogen. Der Zugang zu Läute- und Glockengeschoss ist heute vom Chorraum aus über freitragende gradläufige Treppen möglich.
Im untersten Geschoss des Westbaus/Turms befindet sich eine Krypta, die vom früheren Langhaus der Klosterkirche aus, über zwei, mit Bögen überwölbte Zugänge betreten werden kann. Dieser Raum ist der älteste, erhalten gebliebene des früheren Klosters. Vier freistehende Säulen mit Würfelkapitellen, sämtlich aus dem Muschelkalk der nahen Hainleite gefertigt und Halbsäulen an den Wänden, tragen in neun gleichen Feldern ein System aus Kreuzgratgewölben, wobei die Gurtbögen, die größtenteils aus Buntsandstein bestehen, hufeisenförmig ausgebildet sind.
Im Osten sind unterhalb eines Daches noch die Mauern der Kirchenapsis sichtbar. Auffällig ist die Einfachheit des Mauerwerks im Vergleich zum Westbau der Klosterkirche. Zu den Fundstücken auf dem Gelände des ehem. Klosters gehören Verbindungsstücke gotischen Maßwerks ebenso wie Kapitelle aus dem Kirchenschiff und Massivsteinsäulen.

## Aktuelles
Ab 23. August 2025 zeigt die Stiftung Thüringer Schlösser und Gärten (STSG) eine neue Dauerausstellung auf dem ehemaligen Klostergelände. Diese wird unter dem Titel „Sehen lernen – zwischen Kloster und Konserve“ durch die Geschichte des Klostergeländes führen. Schwerpunkte der Ausstellung sind die Klosterzeit, die Zeit als Domäne nach Säkularisierung des Klosters, die spätere Nutzung als Konservenfabrik und der Denkmalschutz.